# Otostylis
Otostylis là một chi thực vật có hoa trong họ Orchidaceae.